# Czerwona kawaleria

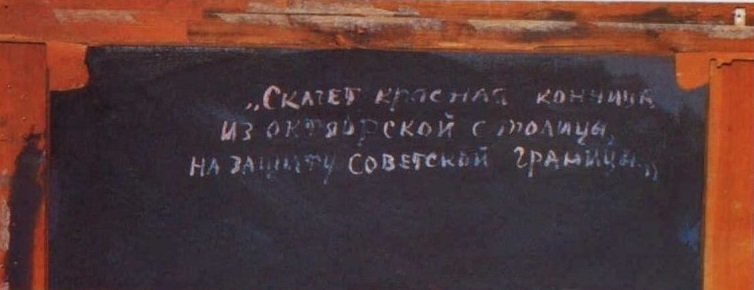
Napis na odwrocie obrazu: „Czerwona kawaleria jedzie ze stolicy października, by bronić sowieckiej granicy”

Czerwona kawaleria (ros. Красная конница) – obraz olejny namalowany przez rosyjskiego malarza polskiego pochodzenia Kazimierza Malewicza około 1932 roku, znajdujący się w zbiorach Państwowego Muzeum Rosyjskiego w Petersburgu.

## Opis
Czerwona kawaleria przez bardzo długi czas była jedynym płótnem abstrakcyjnej twórczości Malewicza, opisanym przez wielu krytyków sztuki radzieckiej, uwzględnianym równocześnie w oficjalnej, wspieranej przez państwo narracji historycznej, dzięki swojej nazwie i tematyce - celem obrazu było ukazanie rewolucji październikowej w roku 1917. Artysta celowo umieścił datę „1918 rok” w prawym rogu płótna i specjalnie stworzył napis na odwrocie, aby wszystkim przedstawić swoje przemyślenia i motywy dotyczące Armii Czerwonej i rewolucji: „Czerwona kawaleria jedzie ze stolicy października, by bronić sowieckiej granicy”.
Energetyczny i wyrazisty obraz jest podzielony na trzy równe części: ziemię, ludzi na koniach i niebo, co jest odwołaniem się do trzech głównych elementów wszechświata. Większą część płótna zajmuje niebo, a wyraźna linia horyzontu dzieli obraz w proporcji 0,618, w dokładnym stosunku złotego podziału, co w tamtych czasach było rzadkością i stało się powodem uznania przez wielu krytyków, a obraz został wskazany jako wzór do naśladowania. Kawaleria jest namalowana jako całość, a jednocześnie posiada określoną strukturę. Widzimy trzy grupy żołnierzy na koniach, po czterech jeźdźców w każdej, ale jeśli przyjrzeć się bliżej, każdy jeździec wydaje się rozmyty, dzięki czemu odnosi się wrażenie że tych rzędów jest więcej. Liczby nie są tutaj przypadkowe, bowiem trójka i czwórka są najbardziej zaangażowane w organizowanie ludzkiego pojmowania rzeczywistości. Jednocześnie czwórka w większym stopniu koreluje z nowymi ideami, natomiast trójka z klasycznymi. Trzy grupy jeźdźców, niektórzy krytycy porównują ze słynnymi trzema bohaterami staroruskich legend, widocznymi na obrazie Mocarze autorstwa Wiktora Wasniecowa.
Dolna część płótna, czyli ziemia, ukazana jest nie w swojej zewnętrznej i zwykłej formie, lecz w przekroju i w dwunastu kolorach, niosąc określone symboliczne znaczenia. Główne kolory to biały i czarny, czerwony i brązowy. Czerwony i biały mogą odnosić się do dwóch walczących stron rosyjskiej wojny domowej. Kolor czerwony równocześnie jest kolorem krwi, barwą ojczystej ziemi, natomiast biały to kolor czystości. Brąz i czerń są bardziej znane jako symbole ziemi. Ale oprócz głównych kolorów Malewicz używa innych: fioletowy symbolizuje królewskość, żółty działa jak złoto lub słońce i najprawdopodobniej oznacza bogactwo (słońce dla ziemi, a ziemia dla bogactwa). Reprezentowana przez dwanaście kolorów ziemia niesie ze sobą także dodatkowe skojarzenia: dwanaście znaków zodiaku, dwanaście miesięcy, dwanaście podziałów na tarczach. Jednocześnie wszystkie kolory na obrazie nakładają się na siebie i są „tasowane”, jakby przekazując nam, że wszystkie wartości są ze sobą powiązane.
Linia horyzontu na obrazie jest zauważalnie przesunięta w dół, natomiast przestrzeń przed kawalerią jest prawie dwa razy większa niż z tyłu. Malewicz celowo przesuwa środek obrazu w prawo i w dół, co daje wrażenie intensywnego ruchu w górę i w lewo. Kawaleria zdaje się pędzić w stronę ogromnych, niebiańskich perspektyw. Artysta chciał nam przekazać ukryte znaczenie, że rewolucja (nowa siła) szybko się rozwija zarówno w kategoriach rewolucyjnych, jak i ewolucyjnych.